# أميرة عثمان حامد
أميرة عثمان حامد ناشطة سودانية في مجال حقوق المرأة ومؤسس مشارك لمبادرة "لا لقمع المرأة".
متواجدة في قروب الحي وغير متعاونة في تقديم بياناتها.
ولدت عام 1976 في السودان، درست أميرة عثمان حامد هندسة الكمبيوتر. في عهد الرئيس عمر البشير، ألقي القبض عليها مرتين عام 2013 لرفضها ارتداء غطاء رأس يغطي شعرها، وفي عام 2002 لارتدائها الجينز. هذه الحالات تذكر بحالة الصحفية لبنى الحسين عام 2009. أميرة عثمان حشدت منظمات سودانية ودولية لدعمها وأفرج عنها.
في أبريل 2019، تمت الإطاحة بعمر البشير. بدأ الانتقال نحو نظام ديمقراطي. لكنها انقطعت بسبب انقلاب عسكري جديد في أكتوبر 2021، ووصل عبد الفتاح البرهان إلى السلطة. مرة أخرى، قام هذا النظام بسجن معارضيه. اعتقلت أميرة عثمان في مداهمة للشرطة لمنزلها في يناير 2022. تم اعتقالها في أم درمان. نظمت حركة جديدة للمنظمات السودانية والدولية لإطلاق سراحها، والتي حصلت عليها في أوائل فبراير 2022، بعد أكثر من أسبوعين من الاعتقال بمعزل عن العالم الخارجي. ظلت خاضعة للمحاكمة. ثم حاولت قيادة التعبئة ضد الجيش، لا سيما التظاهر أمام سجن النساء في أم درمان.
في عام 2022، فازت بجائزة فرونت لاين ديفندرز للمدافعين عن حقوق الإنسان المعرضين للخطر.